# St. Martin (Großengstingen)

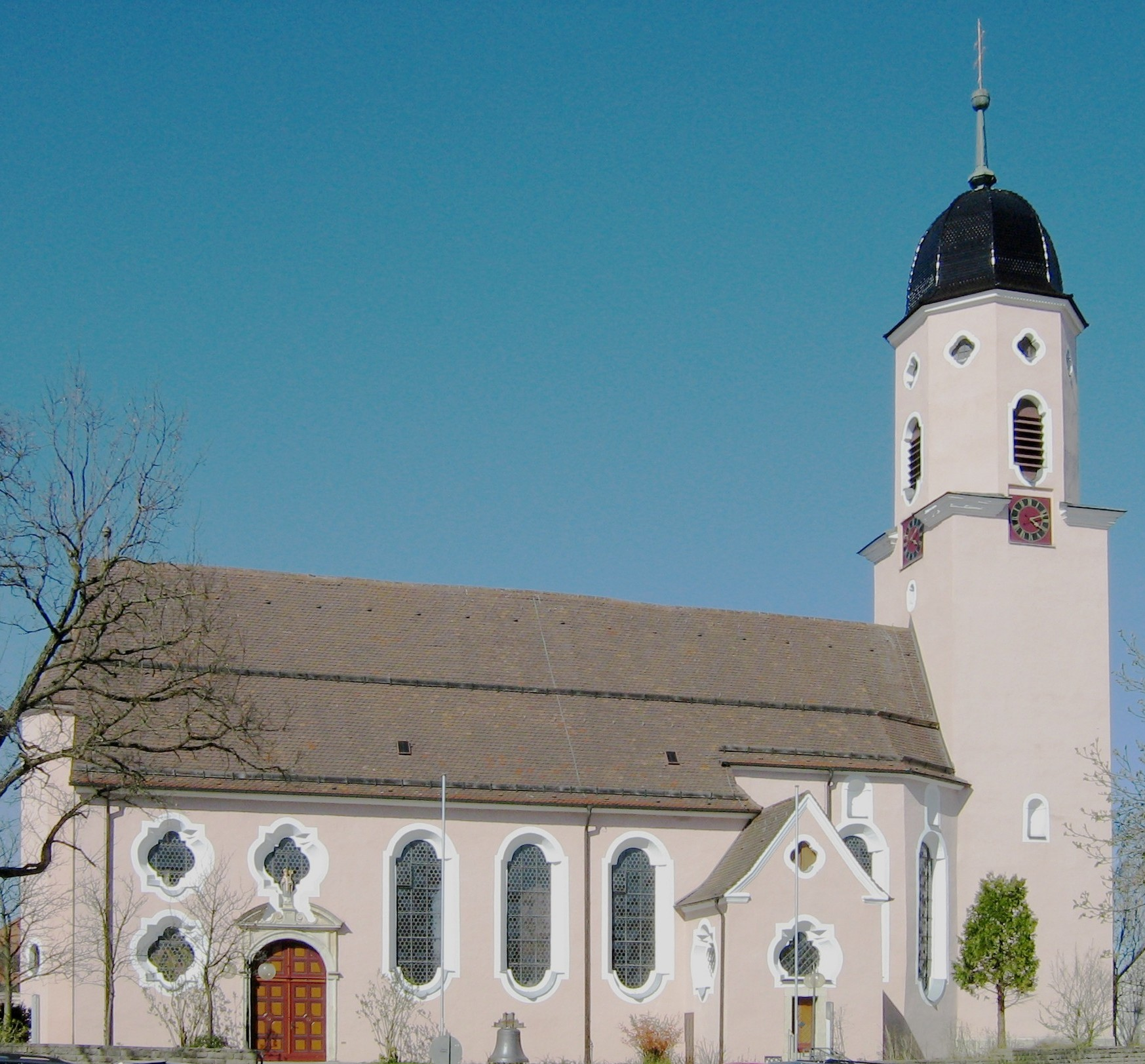
St. Martin in Großengstingen

Die römisch-katholische Pfarrkirche St. Martin steht in Großengstingen, einem Gemeindeteil von Engstingen im Landkreis Reutlingen in Baden-Württemberg. Die Kirchengemeinde gehört zur Diözese Rottenburg-Stuttgart. Das Bauwerk ist als Denkmal beim Landesamt für Denkmalpflege Baden-Württemberg eingetragen.

## Beschreibung
Die barocke Saalkirche wurde 1717–19 nach einem Entwurf von Franz Beer erbaut. Sie besteht aus einem Langhaus, einem eingezogenen, dreiseitig geschlossenen Chor im Osten, der von Sakristeien flankiert wird, und einem Fassadenturm auf quadratischem Grundriss im Westen, der mit einer Glockenhaube bedeckt ist, und von einem polygonalen Treppenturm flankiert wird. Das oberste, achteckige Geschoss des Fassadenturms beherbergt den Glockenstuhl. 
Der Innenraum des Langhauses ist mit einer Kassettendecke überspannt. Zur Kirchenausstattung gehört ein Hochaltar aus dem Jahr 1736, auf dessen Altarretabel der Gute Hirte dargestellt ist. Das Taufbecken aus dem Jahr 1606 wurde von der Vorgängerkirche übernommen. Auf der Empore befindet sich die von der E. F. Walcker & Cie. als Opus 254 gebaute Orgel.